# Селезневка (Путивльский район)
Селезневка (укр. Селезнівка) — село,
Сафоновский сельский совет,
Путивльский район,
Сумская область,
Украина.
Код КОАТУУ — 5923883817. Население по переписи 2001 года составляло 67 человек .

## Географическое положение
Село Селезневка находится на расстоянии в 1 км от правого берега реки Сейм,
примыкает к городу Путивль, на расстоянии в 1 км расположены сёла Пруды и Чернобровкино.
Рядом проходит автомобильная дорога Т-1914.